# Oskar Eriksson
Oskar Ingemar Eriksson (Karlstad, 29 maggio 1991) è un giocatore di curling svedese.

## Biografia
È figlio di Helena Eriksson e fratello di Markus Erikkson e Anders Erikkson, tutti e tre giocatori di curling di caratura internazionale.
Ha studiato lingue straniere presso l'Università di Karlstad.
Ha conquistato una medaglia d’argento ai Giochi olimpici di Pyeongchang nel 2018 ed una di bronzo ai Giochi olimpici di Soči nel 2014. Inoltre ha vinto la medaglia di bronzo nella specialità del doppio misto a Pechino 2022. Vanta anche otto ori mondiali e sette ori europei.

## Palmarès
- Giochi olimpici

Soči 2014: bronzo nel torneo maschile;
Pyeongchang 2018: argento nel torneo maschile;
Pechino 2022: oro nel torneo maschile; bronzo nel doppio misto;
- Mondiali

Regina 2011: bronzo nel torneo maschile;
Basilea 2012: bronzo nel torneo maschile;
Victoria 2013: oro nel torneo maschile;
Pechino 2014: argento nel torneo maschile;
Halifax 2015: oro nel torneo maschile;
Edmonton 2017: argento nel torneo maschile;
Las Vegas 2018: oro nel torneo maschile;
Lethbridge 2019: oro nel torneo maschile;
Calgary 2021: oro nel torneo maschile;
Las Vegas 2022: oro nel torneo maschile;
Basilea 2024: oro nel torneo maschile;
- Mondiali di doppio misto

Stavanger 2019: oro nel doppio misto;
Aberdeen 2021: bronzo nel doppio misto;
- Europei

Aberdeen 2009: oro nel torneo maschile;
Mosca 2011: argento nel torneo maschile;
Karlstad 2012: oro nel torneo maschile;
Champéry 2014: oro nel torneo maschile;
Esbjerg 2015: oro nel torneo maschile;
Renfrewshire 2016: oro nel torneo maschile;
San Gallo 2017: oro nel torneo maschile;
Tallinn 2018: argento nel torneo maschile;
Helsingborg 2019: oro nel torneo maschile;
Lillehammer 2021: argento nel torneo maschile;
Aberdeen 2023: argento nel torneo maschile;
- Universiadi

Trentino 2013: ore nel torneo maschile;